# Espurio Naucio Rútilo (cónsul 488 a. C.)
Espurio Naucio Rútilo  fue un político romano del siglo V a. C. perteneciente a la gens Naucia.

## Familia
Rútilo fue miembro de los Naucios Rútilos, una rama familiar patricia de la gens Naucia.

## Carrera pública
Espurio Naucio es mencionado por primera vez por Dionisio de Halicarnaso en 493 a. C. como uno de los más distinguidos de los jóvenes patricios en la época de la secesión de los plebeyos en el monte Sacro. Fue cónsul en el año en el que los volscos, dirigidos por Coriolano, marcharon contra Roma y la sitiaron.